# Dirka po Franciji 1921
Dirka po Franciji 1921 je bila 15. dirka po Franciji, ki je potekala od 26. junija do 24. julija 1921. Skupna dolžina dirke s 15. etapami je bila 5.484 km, povprečna hitrost zmagovalca pa 24,720 km/h.
Dirka se je vozila tako kot nekaj predhodnih v nasprotni smeri urinega kazalca z začetkom v pariškem predmestju Argenteuil, končala pa v Parizu na velodromu Parc des Princes.
Skupni zmagovalec Toura 1921 je postal Belgijec Léon Scieur, ki je prevzel rumeno majico že po drugi etapi in je ni izpustil iz rok vse do konca dirke, drugi je bil njegov rojak Hector Heusghem, najboljši Francoz kot tretji pa je bil Honoré Barthélémy. Ekipno zmago je doseglo kolesarsko moštvo La Sportive.

## Pregled
| Kategorije                          | Podatki       |
| ----------------------------------- | ------------- |
| Začetek-konec                       | Pariz - Pariz |
| Dolžina (km)                        | 5.484         |
| Število etap                        | 15            |
| Povprečna hitrost zmagovalca (km/h) | 24,720        |
| Kolesarjev                          | 123           |
| Tekmo končalo                       | 38            |

| Etapa | Datum     | Start in cilj                       | Dolžina | Etapni zmagovalec | Čas         | Rumena majica |
| ----- | --------- | ----------------------------------- | ------- | ----------------- | ----------- | ------------- |
| 1     | 26. junij | Pariz, Argenteuil - Le Havre        | 388 km  | Louis Mottiat     | 15h 28' 10" | Louis Mottiat |
| 2     | 28. junij | Le Havre - Cherbourg                | 364 km  | Romain Bellenger  | 13h 07' 50" | Léon Scieur   |
| 3     | 30. junij | Cherbourg - Brest                   | 405 km  | Léon Scieur       | 15h 08' 45" | Léon Scieur   |
| 4     | 2. julij  | Brest - Les Sables-d'Olonne         | 412 km  | Louis Mottiat     | 15h 31' 41" | Léon Scieur   |
| 5     | 4. julij  | Les Sables d'Olonne - Bayonne       | 482 km  | Louis Mottiat     | 18h 47' 26" | Léon Scieur   |
| 6     | 6. julij  | Bayonne - Luchon                    | 326 km  | Hector Heusghem   | 15h 09' 36" | Léon Scieur   |
| 7     | 8. julij  | Luchon - Perpignan                  | 323 km  | Louis Mottiat     | 12h 58' 15" | Léon Scieur   |
| 8     | 10. julij | Perpignan - Toulon                  | 411 km  | Luigi Lucotti     | 16h 06' 51" | Léon Scieur   |
| 9     | 12. julij | Toulon - Nica                       | 272 km  | Firmin Lambot     | 11h 26' 09" | Léon Scieur   |
| 10    | 14. julij | Nica - Grenoble                     | 333 km  | Léon Scieur       | 14h 02' 30" | Léon Scieur   |
| 11    | 16. julij | Grenoble - Ženeva                   | 325 km  | Félix Goethals    | 14h 04' 13" | Léon Scieur   |
| 12    | 18. julij | Ženeva - Strasbourg                 | 371 km  | Honoré Barthélémy | 15h 07' 53" | Léon Scieur   |
| 13    | 20. julij | Strasbourg - Metz                   | 300 km  | Félix Sellier     | 10h 08' 30" | Léon Scieur   |
| 14    | 22. julij | Metz - Dunkerque                    | 433 km  | Félix Goethals    | 17h 40' 40" | Léon Scieur   |
| 15    | 24. julij | Dunkerque - Pariz, Parc des Princes | 340 km  | Félix Goethals    | 15h 25' 09" | Léon Scieur   |